# Lontano dal pianeta silenzioso
Lontano dal pianeta silenzioso (Out of the Silent Planet) è un romanzo di fantascienza del 1938 scritto da C. S. Lewis, primo libro del ciclo della "trilogia dello spazio" (Space Trilogy). I successivi volumi che compongono la trilogia sono Perelandra e Quell'orribile forza.
Lewis decise di scrivere la trilogia in seguito ad una scommessa con l'amico e collega J.R.R. Tolkien. Lewis si impegnò a scrivere una storia ambientata "lontano nello spazio", mentre Tolkien doveva scrivere una storia ambientata "lontano nel tempo" (questa storia, rimasta incompiuta, è stata pubblicata postuma nella raccolta La strada perduta e altri scritti).

## Trama
Il professor Weston è uno scienziato che, scoperto il modo per viaggiare nello spazio, col suo compagno Devine spera di poter trovare gloria e ricchezze. In un precedente viaggio ha preso contatto con alcuni abitanti del pianeta Malacandra (nome indigeno di Marte), i sorn, che hanno avanzato una richiesta allarmante: che un uomo fosse condotto da un loro capo/stregone. Le incomprensioni nella lingua non permisero però di chiarirne la ragione, e Weston e Devine decisero di tornare sulla Terra per trovare qualcuno che potesse essere consegnato ai sorn.
È a questo punto che fa la sua comparsa il filologo Elwin Ransom (che sarà il protagonista della trilogia). È estate e Ransom sta compiendo un giro a piedi nelle Midlands, in Inghilterra. Non ha lasciato recapiti né a parenti, né al College dove insegna, per non essere disturbato. È quindi la vittima ideale dei due uomini, che abitano la tenuta dove chiede ospitalità per la notte. Drogato, si sveglia ormai già sull'astronave, a ottantacinquemila miglia dalla Terra. Spaventato dai discorsi che sente tra i due rapitori sull'astronave, decide di tentare la fuga appena avrà possibilità per farlo.
Atterrati su Malacandra, Ransom ha l'opportunità di fuggire nell'ambiente sconosciuto del pianeta. Subito nota numerose differenze dalla Terra: le acque dei fiumi e dei laghi sono calde, la gravità è significativamente minore cosicché gli alberi e le montagne sono stranamente alti e snelli. 
Dopo aver vagato a lungo, Ransom s'imbatte in un hross di nome Hyoi, un indigeno appartenente ad una specie intelligente differente dai seroni. Ospitato nel villaggio di Hyoi per oltre un mese, Ransom ha l'occasione di imparare il linguaggio dei hrossa. Scopre così le motivazioni che hanno spinto Devine ad intraprendere il viaggio: su Malacandra l'oro è molto abbondante.
I hrossa onorano Ransom invitandolo a unirsi a loro nella caccia di un knakra, una feroce creatura fluviale che sembra essere l'unico predatore pericoloso sul pianeta. Durante la battuta di caccia, Ransom viene contattato da un eldil, un essere di luce, che lo invita ad incontrare Oyarsa, colui che comanda tutti i hnau (esseri senzienti). Ma Ransom teme l'ignoto e preferisce continuare nella caccia. Weston e Devine, ormai sulle sue tracce, lo raggiungono e nel tentativo di catturarlo uccidono Hyoi. Ransom non può fare altro che scappare di nuovo, questa volta alla ricerca di Oyarsa.
Nella sua fuga, raggiunge gli altopiani abitati dai seroni. Scopre così che anche loro sono pacifici e gentili, e uno di loro, Augray, s'impegna a condurlo da Oyarsa.
Giunto a Meldilorn, residenza di Oyarsa, Ransom incontra un pfifltrig, un rappresentante della terza razza di hnau che abitano Malacandra.
Condotto da Oyarsa, ha inizio la conversazione a lungo attesa. Dalla conversazione Ransom apprende che ci sono Oyéresu (plurale di Oyarsa) per ognuno dei pianeti del nostro sistema solare. Il compito di ognuno di loro è guidare e proteggere ogni forma di vita, sia essa intelligente o meno. L'Oyarsa della Terra, chiamato Thulcandra (il pianeta silenzioso) da Oyarsa, divenne distorto prima ancora che si sviluppasse la vita sul pianeta. Ci fu una grande guerra, perché l'Oyarsa della Terra era luminoso e assai potente, ma infine fu sconfitto e Maleldil, signore dell'Universo, lo scacciò dai cieli e lo incatenò nell'atmosfera del suo pianeta. Durante la conversazione sono introdotti ad Oyarsa Weston e Devine, che erano stati catturati dai hrossa. Oyarsa può così vedere fino a che punto è giunto l'Oyarsa della Terra nella sua malvagità. Di tutte le leggi naturali che i hnau sono chiamati a rispettare, lui ha insegnato a trasgredirle tutte tranne una, l'amore per i propri simili, che ha distorto fino a renderla follia. Un hnau distorto, infatti, può risultare ancora più pericoloso di un hnau spezzato.
Ma è giunta l'ora di tornare a casa, sulla Terra. Oyarsa non può decidere del destino di hnau che non gli appartengono. Decide quindi di fornire loro aria, acqua e cibo per tornare indietro, ma si assicura che non possano andare da nessun'altra parte e che, giunti sulla Terra, la nave spaziale venga distrutta.
Ransom cercherà di diffondere sulla Terra quanto appreso, e lo farà scrivendo un libro, un romanzo che possa sensibilizzare con i suoi temi, ma che non desti incredulità. In questo modo si conclude il racconto.

## Ambientazione

### Abitanti di Malacandra
- I hrossa (singolare hross) hanno pelo lucente, occhi liquidi e denti bianchissimi. Assomigliano a lontre o foche, ma in qualche modo sono più alti e più snelli degli uomini. Vivono nelle basse valli fluviali e sono specializzati nell'agricoltura, nella pesca e in manifestazioni artistiche quale la danza e la poesia. Sono molto dotati nella poesia, che recitano coralmente la sera, ma si rifiutano di scriverne, perché credono che i libri le rovinino. Hanno raggiunto un livello tecnico piuttosto basso, semplicemente perché non hanno alcun interesse ad elevarlo. Costruiscono imbarcazioni simili alle nostre canoe. All'inizio di ogni parola pronunciano una sonora /h/.
- I séroni (singolare sorn; a volte sorns è utilizzata come forma per il plurale) sono umanoidi snelli, alti 15 piedi (4,5 m) con un piumaggio delicato e mani con sette dita. Hanno gambe incredibilmente sottili e lunghissime ed un petto assai sporgente. Allevano bestiame sugli altopiani, dove l'aria è più fredda e con poco ossigeno. Sono gli studiosi e pensatori di Malacandra, specializzati nelle scienze e negli insegnamenti astratti. Il loro livello tecnologico è futuristicamente elevato, sebbene abitualmente progettino soltanto i macchinari, che sono poi costruiti dai pfifltriggi. Non scrivono né storie, né poesie, consci della superiorità delle capacità artistiche dei hrossa.
- I pfifltriggi (singolare pfifltrig) hanno teste da tapiri, corpi da ranocchio e braccia molto lunghe. Quando a riposo, appoggiano i gomiti al terreno. Sono i costruttori ed i tecnici su Malacandra. Costruiscono gli edifici e i dispositivi ideati dai seroni. Inoltre, sono minatori, interessati specialmente ad estrarre oro dalle terre basse e boscose dove vivono. Sono l'unica specie che indossa vestiti e occhiali protettivi.

Su Malacandra viveva infine una quarta specie, dei volatili che cantavano superbamente. Abitavano gli altopiani prima che l'Oyarsa di Thulcandra vi causasse freddo e gelo.
Le tre specie terrestri e gli eldila celesti sono libere dalla tendenza al male ed al peccato. Nessuna creatura ritiene la propria razza superiore alle altre; concordano nel ritenere che non tutti possono saper fare ogni cosa.
Nei sequel si precisa che il linguaggio dei hrossa è il primigenio linguaggio solare, mentre quelli delle altre due specie sono derivazioni successive. Con questa struttura, Lewis vuol rappresentare il suo credo che il linguaggio primigenio della mente umana sia quello derivante dall'immaginazione e dal mito, e che l'analisi scientifica e tecnologica sia uno sviluppo successivo. 

## Glossario
- Arbol — Sole (Campo di Arbol - sistema solare)
- eldil — spirito, angelo
- Glundandra — Giove
- handra — terra, pianeta
- harandra — altopiano, plateau
- handramit — bassopiano, valle
- hluntheline — desiderio (per il futuro)
- hnakra, pl. hnéraki — una feroce bestia acquatica cacciata dai hrossa (probabilmente dal tedesco nicor, inglese antico niker(en), mostro marino)
- hnakrapunt — uccisore di hnakra
- hnau — creatura raziocinante
- hru — sangue
- Malacandra — nome composto, formato dal prefisso Malac e il nome handra, pianeta, che designa il quarto pianeta dal Sole; Marte
- Oyarsa — intelligenza planetaria
- Perelandra — Venere
- Thulcandra — nome composto, formato dal prefisso Thulc, silenzio, e handra, pianeta, che designa il terzo pianeta dal Sole; Pianeta silenzioso o Terra
- wondelone — nostalgia (dal passato).

## Edizioni
- C. S. Lewis, Lontano dal pianeta silenzioso, traduzione di Germana Cantoni De Rossi, Adelphi, 2001,  p. 206.